# General Galarza
General Galarza é um município da província de Entre Ríos, na Argentina.